# Silvan Aegerter
Silvan Aegerter (* 5. Mai 1980 in Grenchen) ist ein Schweizer ehemaliger Fussballspieler.
Seine Position ist das Mittelfeld. Aegerter spielte bereits beim FC Grenchen sowie im U-21-Team des FC Basel. Mit dem FC Thun und mit dem FC Zürich spielte er in der Champions League, im UEFA-Cup, im UI-Cup und der Super League. Er ist damit einer der wenigen Schweizer Spieler, welcher zwei Saisons in der Champions-League als Stammspieler spielen durfte. Im Frühjahr 2007, war er einer von vielen Spielern, die beim FC Thun ohne triftigen Grund ausgemustert wurden und den Club verlassen mussten. Nur ein paar Tage später unterschrieb er beim FC Zürich einen Vertrag bis zum Sommer 2012. Auf die Saison 2012/13 wechselte er vom FC Zürich zum FC Lugano.
In der Winterpause 2013/2014 beendete Aegerter seine Profikarriere und wechselte zum FC Münsingen.